# لیزی وای‌یو (آریزونا)
لیزی وای‌یو (به انگلیسی: Lazy Y U) یک منطقهٔ مسکونی در ایالات متحده آمریکا است که در شهرستان موهاوی، آریزونا واقع شده‌است. لیزی وای‌یو ۴۰٫۶۹ کیلومتر مربع مساحت و ۴۲۸ نفر جمعیت دارد و ۱٬۳۵۸ متر بالاتر از سطح دریا واقع شده‌است.